# Sant Joan de Salelles
Sant Joan de Salelles es una entidad de población española del municipio de Cruilles, Monells y San Sadurní, perteneciente a la provincia de Gerona, en la comunidad autónoma de Cataluña.

## Toponimia
El lugar puede aparecer referido como «Sant Joan de Salelles» y «Salellas».

## Historia
Hacia mediados del siglo XIX, el lugar, por entonces perteneciente al municipio de Cruilles, tenía contabilizada una población de medio centenar de habitantes. Aparece descrito en el decimotercer volumen del Diccionario geográfico-estadístico-histórico de España y sus posesiones de Ultramar de Pascual Madoz con las siguientes palabras:

SALELLAS: ald. en la prov. y dióc. de Gerona (3 leg.), part. jud. de La Bisbal (1/2), aud. terr., c. g. de Barcelona (16), ayunt. de Cruilles (1/4). sit. al pie de una pequeña altura, con buena ventilacion y clima templado y sano. Tiene 15 casas y una capilla dedicada á San Juan, aneja de la parr. de San Sadurní. El térm., terreno y prod. (V. Cruilles.) pobl.: 10 vec., 50 alm. cap. prod.: 924,000 rs. imp.: 23,100.
(Madoz, 1849, p. 694)

En la actualidad, pertenece al municipio de Cruilles, Monells y San Sadurní. En 2023, la entidad singular de población tenía empadronados veinte habitantes.

## Patrimonio

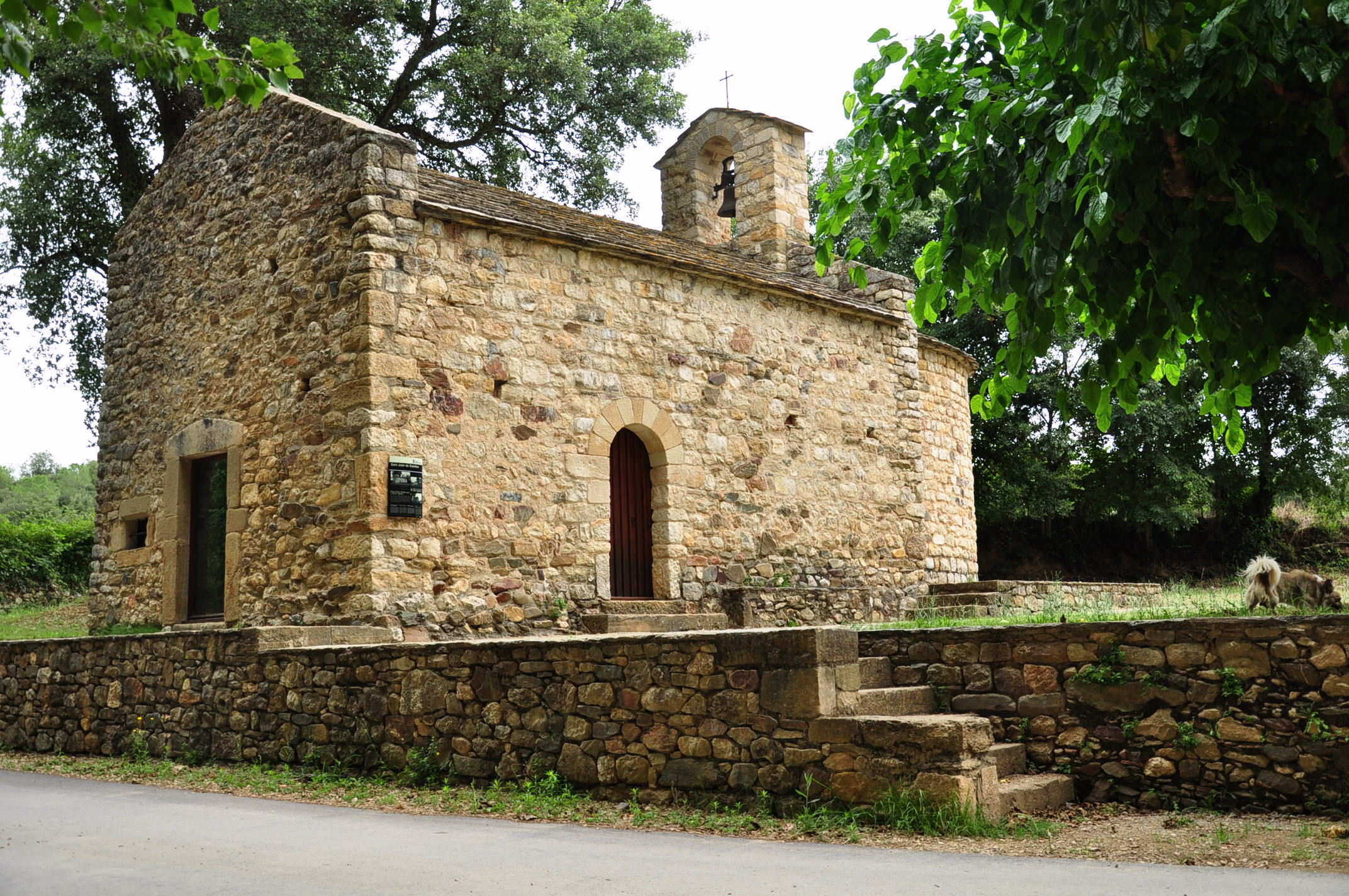
Vista de la iglesia de San Juan

Hay en el lugar una iglesia de San Juan.